# Стипендія Лоуренса Стерна
Стипендія Лоуренса Стерна — щорічна літня програма стажування для британських журналістів у Washington Post, яке було створене на честь журналіста даного видання Лоуренса Стерна. Фонд цієї стипендіальної програми контролюється Фондом національної преси. Одержувачі обираються Washington Post. Багато випускників стажування отримали визнання та досягли загальнонаціональної популярності в британській журналістиці.

## Переможці за час існування стипендії
- 2018 — Габріель Погрунд, The Sunday Times
- 2017 — Madhumita Murgia, Financial Times
- 2016 — Луїза Лавлак
- 2015 — Том Роулі, The Telegraph
- 2014 — Себастьян Пейн, The Spectator
- 2013 — Біллі Кенбер, The Times
- 2012 — Джеймс Болл, The Guardian
- 2011 — Shyamantha Asokan та Alice Fordham (спільні переможці)
- 2010 — Майкл Сейведж, The Independent
- 2009 — Алексі Мостус, The Times
- 2008 — Холлі Уотт, The Sunday Times
- 2007 — Пол Льюїс, The Guardian
- 2006 — Анушка Астана, The Observer
- 2005 — Сем Коутс, The Times
- 2004 — Мері Фіцджеральд, The Belfast Telegraph
- 2003 — Таня Браніган, The Guardian
- 2002 — Хелен Румбелов, The Times
- 2001 — Гленда Купер, Daily Mail
- 2000 — Кеті Ньюман, Financial Times
- 1999 — Вільям Вудворд, The Guardian
- 1998 — Керолайн Даніель, New Statesman
- 1997 — Одрі Гіллан, The Guardian
- 1996 — Гарі Юнг, The Guardian
- 1995 — Сара Невілл, The Yorkshire Post
- 1994 — Ребекка Фаулер, The Sunday Times
- 1993 — Ян Кац, The Guardian
- 1992 — Джонатан Фрідланд, BBC
- 1991 — Ліз Хант, The Independent
- 1990 — Кейт Кендрік, The Birmingham Post
- 1989 — Аделя Гуч, The Daily Telegraph
- 1988 — Ед Вулліамі, The Guardian
- 1987 — Сара Хелм, The Independent
- 1986 — Евен МакАскілл, The Scotsman
- 1985 — Ліонель Барбер, Financial Times
- 1984 — Мері Енн Зігхарт, Financial Times
- 1983 — Ян Блек
- 1982 — Пенні Чорлтон
- 1981 — Джеймс Науні
- 1980 — Девід Лі